# Tadeusz Michał Opulski
Tadeusz Michał Opulski (ur. 28 października 1906, zm. 12 maja 1943) – kapitan pilot Wojska Polskiego i Polskich Sił Powietrznych w Wielkiej Brytanii.

## Życiorys
Absolwent IV promocji Szkole Podchorążych Lotnictwa w Dęblinie z 1930 roku (22. lokata). Od 4 września 1937 do września 1939 dowodził 112 eskadrą myśliwską. Na stopień kapitana został mianowany ze starszeństwem z 19 marca 1938 i 60. lokatą w korpusie oficerów lotnictwa, grupa liniowa.
W kampanii wrześniowej w dniu 6 września 1939 zestrzelił Ju 87, drugiego Ju 87 razem z Witoldem Łokuciewskim zestrzelił prawdopodobnie.
W kampanii francuskiej 1940 dowódca II Klucza Kominowego „Op” (ELD/Romorantin).
Po zakończeniu kampanii francuskiej przedostał się do Anglii. Został skierowany do dywizjonu 303 na przeszkolenie na myśliwcach Hurricane z funkcją dowódcy eskadry B. Jednak z uwagi na stan zdrowia nie przeszedł przeszkolenia na myśliwcach i został odesłany na dłuższy urlop zdrowotny. Jego miejsce jako dowódcy eskadry B zajął od 21 sierpnia 1940 roku kpt. Stanisław Pietraszkiewicz. Następnie został skierowany do 18 Jednostki Szkolenia Operacyjnego (ang. 18 Operational Training Unit) w celu przeszkolenia na bombowcach Wellington. 12 maja 1943 roku zginął w locie ćwiczebnym w Belton. Pochowany na cmentarzu w Newark.

## Zestrzelenia
Na liście Bajana figuruje na 145. pozycji z 2 zestrzeleniami pewnymi i 1/2 prawdopodobnym.
Zestrzelenia pewne:
- Ju 87 - 6 września 1939

Zestrzelenia prawdopodobne:
- 1/2 Ju 87 - 6 września 1939

## Odznaczenia
- Krzyż Walecznych (trzykrotnie)[4].
- Medal Lotniczy (dwukrotnie)